# هضبة

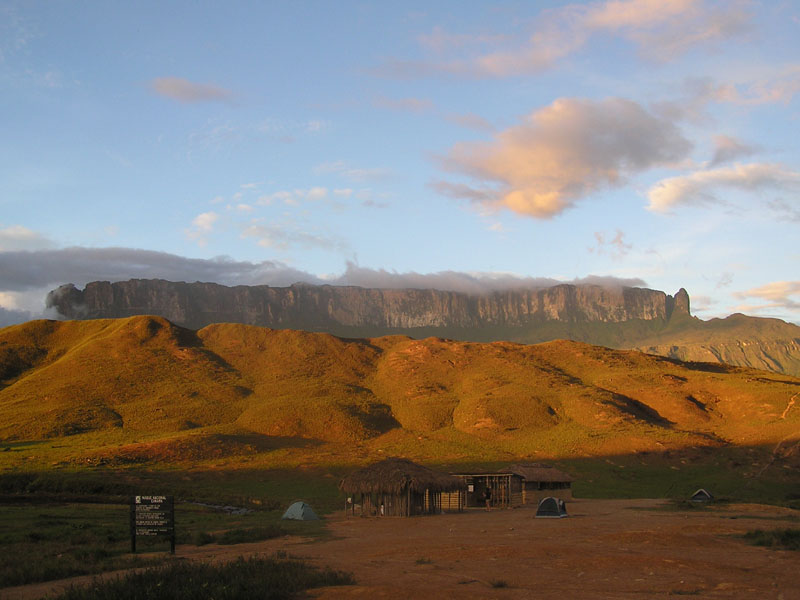
هضبة روريما بفنزويلا.

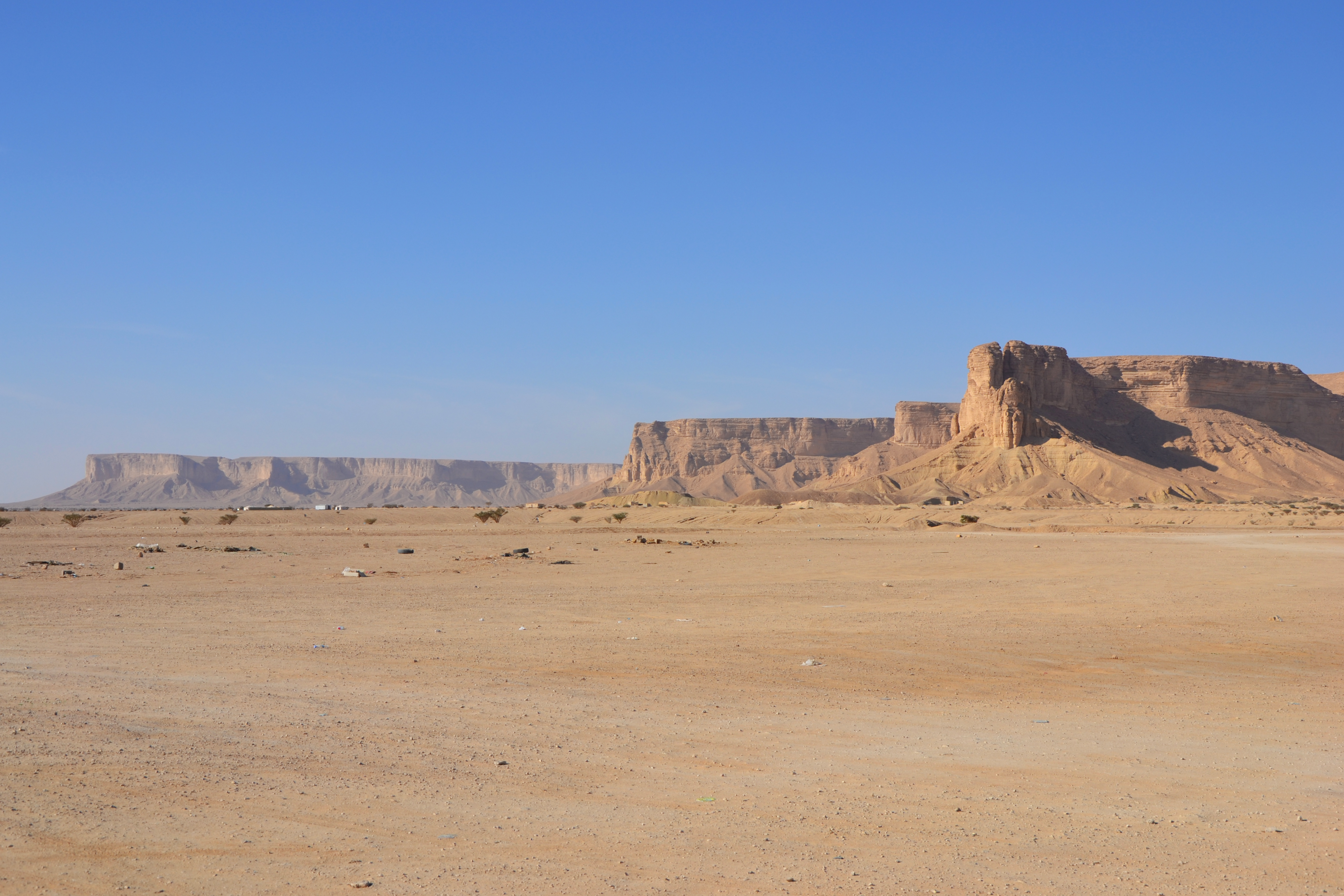
هضبة في السعودية.

الهَضْبَة في الجغرافيا هي أرض مرتفعة ومسطحة، قد تمتد مساحتها إلى مئات الكيلومترات المربعة، ولها قمة مثل الجبال والتلال، وتتميز بأنها على درجة من التجانس في الارتفاع بين أجزائها المختلفة، ويحيط بها جانب منحدر أو أكثر وغالباً ما تهبط فجأة إلى الأرض المحيطة، بحيث يبدو المنحدر حائطي الشكل وقد ترتفع الهضبة من جانب أو أكثر عن المستوى العام للهضبة بحيث يكون لها حاجز صلب، وقد تكون منحدراتها المحيطة شديدة الميل بحيث أن سطح الهضبة يصبح واضح الحدود وتأخذ الهضبة بالتالي شكل منضدة.

## تصنيف الهضاب
تصنف الهضاب إلى نوعين رئيسين هما الهضاب التكتونية والهضاب التحاتية (هضاب التعرية).
الهضاب التكتونية ويمكن تصنيفها إلى عدة أنماط وهي:
- الهضاب الرئيسية الكبرى التي تتمثل في الكتل القارية التي تفككت عن قارة جندوانا كأفريقيا وشبه جزيرة العرب وهضبة غرب أستراليا وتتميز هذه الهضاب العظمى كثرة التطورات الجيمورفولوجية التي مرت بها ومن أبرز خصائصها وجود حواف واضحة في نهاياتها سواء نتيجة حركة انكسارية أو حركة التوائية بسيطة.
- هضاب صغيرة من الأصل كتل انكسارية قافزة مثل الظهور ومن أهم خصائصها انتهاء أطرفها بحواف انكسارية واضحة المعالم.
- هضاب قبابية نشأت من حركة رفع في القشرة يتبعها التواء محدب بسيط في الطبقات وانكسار في الأطراف يؤدي إلى الشكل القبابي وهي تشغل مساحات صغيرة فوق الكتل القارية.
- هضاب نشأت لميل الكتل من جانب وارتفاعها من الجانب آخر بحيث يصبح الجانب المرتفع بمثابة حافة مثل هضبة الميزيتا.
- هضاب بينية وهي تنحصر بين سلاسل النظم اللتوائية ويتمثل هذا النوع من الهضاب التبت وهضبة الأناضول وهضبة إيران وهضبة بوليفيا والمكسيك ومن أهم خصائص تلك الهضاب استقبالها لكميات كبيرة من الترسيبات التي تحملها إليها المجاري المائية من الجبال المجاورة الأمر الذي يؤدي إلى إغراق المرتفعات التي تقع على تلك الهضاب وغالباً ما تضم هذه الهضاب أحواضاً جافة من النوع البلسون كما هو الحال في هضبة المكسيك التي تضم حوض ماميبيمي كما تضم عدداً من البحيرات الملحية والمستنقعات.
- الهضاب البركانية: تنشأ هذه الهضاب نتيجة ثورات بركانية وخروج اللافا من شقوق متعددة وعلى درجة كبيرة من السيولة لا تسمح لها بأن تكون مخاريط جبيلة بل ينساب من أعلى الفوهات والشقق حتى تملأ جميع المنخفضات المحيطة ويمكن التمييز بين نوعين من الهضاب البركانية وهي الهضاب الكبرى التي تشغل حيزاً كبيراً مثل غطاءات اللافا الأيسلندية وهضبة الحبشة وهضبة كولومبيا، والنوع الثاني هو الهضيبات الصغيرة التي تقوم نتيجة مقاومة السطح البركاني للتعرية وحمايته بالتالي للصخور التي تحته بينما تقوض التعرية الأرض المحيطة بها وتحافظ الهضيبات بالتالي على ارتفاعها مثل هضيبات اليمن البركانية وهضبة حوران وهضبة كولومبيا.
- الهضاب التحاتية: وهي تنشأ في الكتل والبناءات الجبلية القديمة التي تعرضت للتعرية فترة طويلة والنوع الشائع منها هي الهضاب النحاتية التي تقوم بعد أن يسوي النحت قمم الجبال وتختلف تلك الهضاب فيما بينها في الحجم حسب نوع التعرية السائدة أما النوع الذي يسود في الجهات الرطبة هو هضاب الحواف المتدرجة ويشترط لنشأة تلك الحواف تعاقب طبقات صخرية مختلفة المقاومة للتعرية مع حركة تكتونية تؤدي إلى ميل الطبقات بحيث تسمح بالترية الجانبية للأنهار ونظر لاختلاف مقاومة الصخور فإن الكتلة تنحت من طرفها التالي حيث تجري الأنهار التالية على مستويات مختلفة ومن هنا يطلق الجيموفولوجيون الألمان اسم الهضاب المتدرجة الطبقات ومثل هضبة سواين في ألمانيا واللورين في فرنسا وهضبة الأردين في بلجيكا وهضبة بريتاني في شمال غرب فرنسا.
- هضاب انكسارية: وتنشأ في الكتل القارية القديمة التي تتركب من صخور نارية صلبة فهذه الكتل تتأثر بالقوى الباطنية ولكنها بدلاً من أن تتلوى فإنها أن تلتوى فإنها تنكسر عند أطرافها وتهبط من جوانبها بينما تبفى هي مرتفعة ويميزها أن لها حواف رأسية وأنها مستوية السطح وأنها على الأغلب تتألف من صخور أركية نارية ومتحولة وإلى هذه الهضاب تنتمي كتلة الهضبة الإفريقية وهضبة بلاد العرب وهضبة الدكن بالهند وهضبة البرازيل بأمريكا الجنوبية والهضبة اللورنسية بأمريكا الشمالية والكتلة البلطية بأوروبا وهضبة غرب أستراليا.